# Little Egypt (Ying-Yang)
Pour les articles homonymes, voir Little Egypt.
Singles de The Coasters
Wait a Minute
(1961) Girls Girls Girls
(1961)
Little Egypt (Ying-Yang) est une chanson humoristique composée par Jerry Leiber & Mike Stoller pour le groupe américain The Coasters. Sortie en simple en avril 1961 (Atco 6192), elle a atteint la 23e position du palmarès Billboard en juin de la même année. Le groupe a enregistré plusieurs versions de la chanson devant public au cours de sa carrière. 
Le nom « Little Egypt » a d’abord été popularisé par deux danseuses exotiques, Ashea Wabe et Farida Mazar Spyropoulos, se signalant toutes deux dès la fin du XIXe siècle. Durant des décennies, Spyropoulos a popularisé une forme de baladi (ou « danse du ventre »), quelquefois appelée « Hootchy-Kootchy ». Cette dernière appellation est d’ailleurs utilisée dans la chanson du même nom. Plusieurs femmes au cours des années ont adopté « Little Egypt » pour nom de scène et éventuellement, ce nom est devenu synonyme avec les « danseuses exotiques » en général.
Écrite à la première personne, la chanson raconte l’histoire d’un homme qui achète un billet, s’assoit et regarde le spectacle que donne une danseuse nommée « Little Egypt ». À la fin, il affirme qu’elle ne danse plus car elle est trop occupée à vadrouiller et à faire les courses, avec sept enfants qui rampent sur le plancher toute la journée. 

## Reprises
La chanson a été reprise par Elvis Presley pour le film Roustabout (L'Homme à tout faire, 1964) et a paru sur l’album du même nom, sans le « Ying-Yang » du titre original. Elle a été enregistrée le 2 mars 1964. La version officielle est la 15e prise. La prise #21 a paru notamment sur la compilation « Out In Hollywood ». Presley a repris la chanson pour son émission spéciale de 1968. Cette version a paru sur l’album « NBC-TV Special » la même année. 
D’autres artistes ont repris la chanson, notamment le groupe Downliners Sect (1964), le groupe The A-Bones (1992) et Cecil Hill (2001). Henri Salvador en a fait une version française, sous le titre « Cléopâtre », sur son album de 1964, « Zorro est arrivé », également repris par le groupe Au Bonheur des Dames en 1977 dans l'album Halte là!.